# Füles keselyű

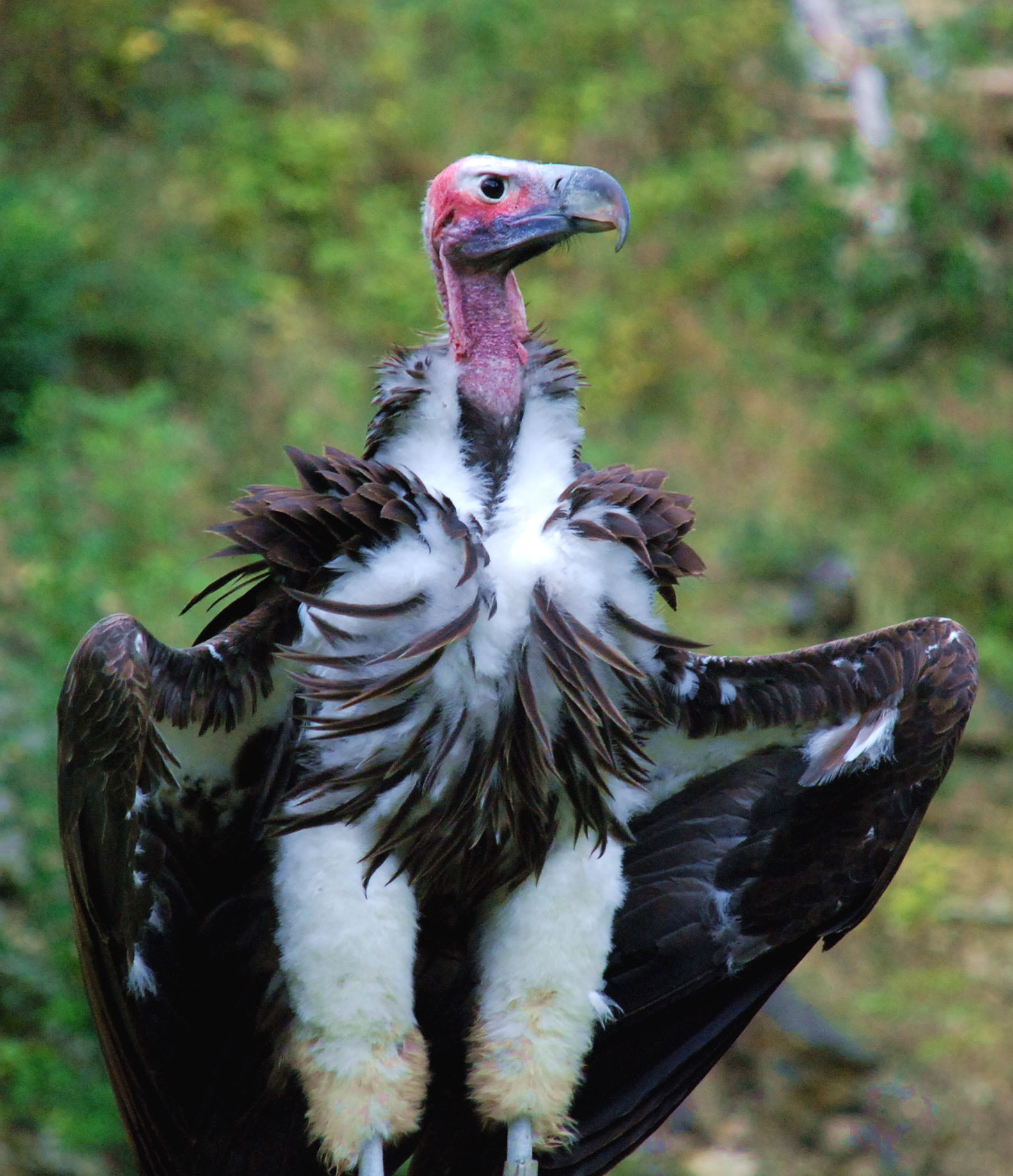

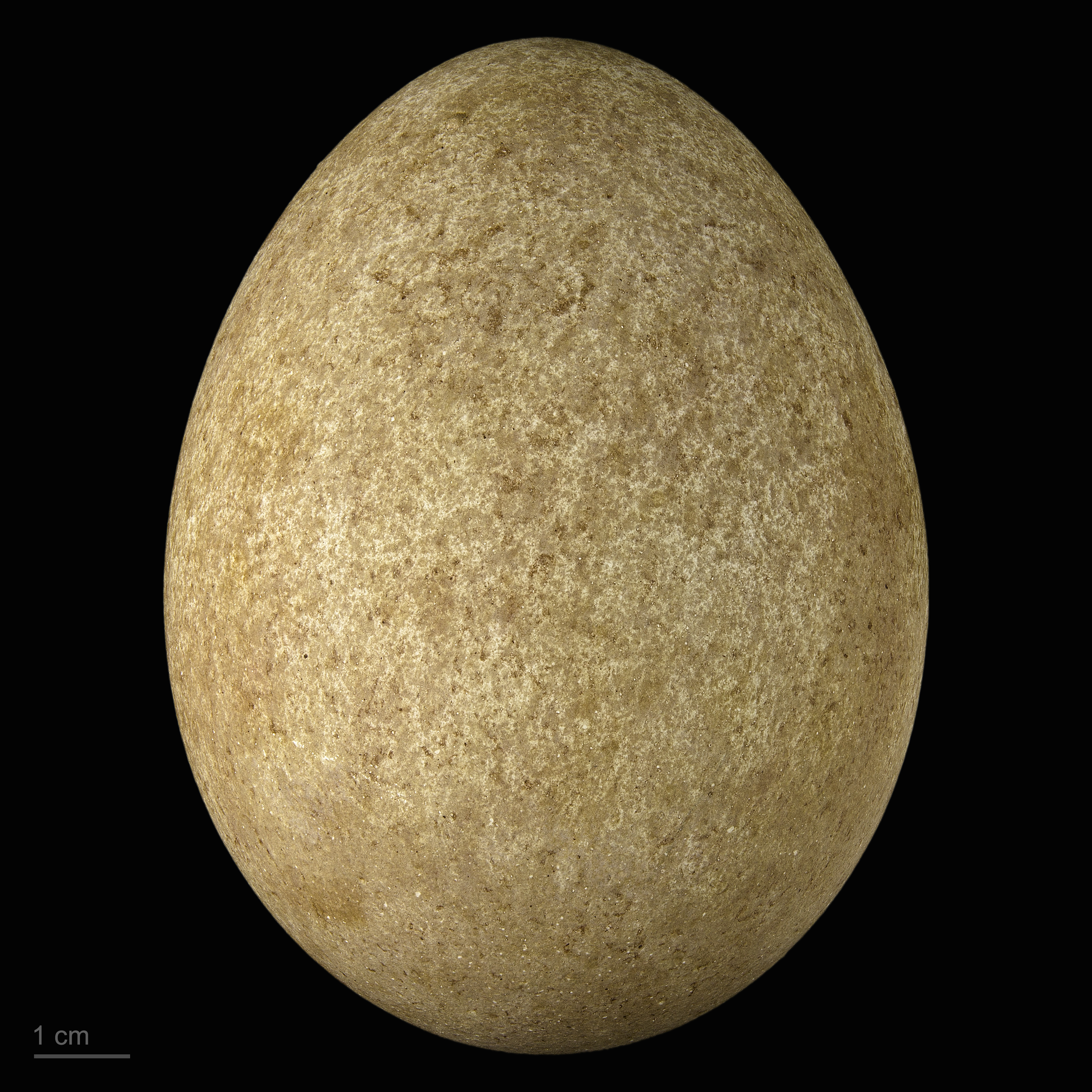
Torgos tracheliotus

A füles keselyű (Torgos tracheliotus) a vágómadár-alakúak (Accipitriformes) rendjébe, ezen belül a vágómadárfélék (Accipitridae) családjába tartozó Torgos nem egyetlen faja.

## Előfordulása
Afrika nagy részén és az Arab-félszigeten honos. A nyíltabb területeket kedveli, amit nagy magasságból jól belát.

## Alfajai
- Torgos tracheliotus tracheliotus – ez az alfaja él az elterjedési terület java részén
- Torgos tracheliotus negevensis – ez az alfaj kizárólag a Negev-sivatagban, Izrael területén él. Mára nagyon kevés példánya van, a kihalás veszélye közvetlenül fenyegeti
- Torgos tracheliotus nubicus – ez az alfaja él Észak- és Északnyugat-Afrikában

## Megjelenése
Testhossza 78–115 centiméter, szárnyfesztávolsága pedig 280 centiméteres, testtömege 6–10 kilogramm. Feje és nyaka csupasz és vörös. Nyakán tollgallér és bőrlebeny található, melyről nevét is kapta. Széles szárnya van a vitorlázáshoz, és hosszú lába a gyorsabb földön járáshoz.

## Életmódja
Hatalmas szárnyát kiterjesztve nagy magasságban járőrözve keresi dögökből és hulladékokból álló táplálékát. A magasból kitűnő látása segítségével kutatja fel az elhult állatokat. Amint földet ér, követik őt a társai. A legnagyobb óvilági keselyűk közé tartozik, ezért általában övék az első és a legjobb falatok. Akaratlanul is segítséget nyújt a kisebb dögevőknek, mivel ők nem mindig tudják a vastag bőrt átszakítani, de mivel a füles keselyű megkezdi a dögöt, ezért utána már ők is hozzáférnek a húshoz.
Erős kampós csőrével képes egy antilopot 20 perc alatt felfalni.

## Szaporodása
Fészkét fákra vagy bokrokra rakja.

## Természetvédelmi helyzete
A Természetvédelmi Világszövetség veszélyeztetettnek sorolta be, mivel állományuk napjainkban is folyamatosan csökken élőhelyeik elvesztése, illegális kereskedelmük és a megmérgezett táplálékállataik okozta pusztulásaik miatt.
Összehangolt tenyésztéssel próbálják meg megmenteni a fajt. Európában az Európai Állatkertek és Akváriumok Szövetsége felügyelete alá tartozó Európai Veszélyeztetett Fajok Programja (EEP) keretében tenyésztik a faj egyedeit.
Magyarországon állatkertek közül csak a Szegedi Vadasparkban látható egy pár belőle.